# Gene Kelly
Gene Kelly, geboren als Eugene Curran Kelly (Pittsburgh, 23 augustus 1912 – Beverly Hills, 2 februari 1996) was een Amerikaans acteur, choreograaf, danser, zanger, filmregisseur en producer.
Hij geldt als een van de twee grote mannelijke dansers uit de tijd van de grote Amerikaanse musicals: Fred Astaire was de andere. Waar Astaire geschetst werd als lichtvoetig en stijlvol, werd Kelly beschouwd als een meer fysiek danser, en als innovator. Zijn Invitation to the Dance (1956) werd ontvangen als wel te innovatief.
Gene werd geboren als de derde zoon van James Kelly en Harriet Curran. Zijn kern-competentie was choreograaf; hij werd pas later verleid zelf op het toneel te gaan staan. Hij ging naar de universiteit van Pittsburgh en vervolgens naar Broadway. Zijn eerste stuk was in 1938 en heette Leave It to Me. Vanaf 1942 begon hij in films te spelen, te beginnen met For Me and My Gal (1942) met Judy Garland (met wie hij later ook Summer Stock zou maken).
Zijn bekendste films zijn Anchors aweigh (1945), On the Town (1949), An American in Paris (1951), en vooral Singin' in the Rain (1952), waarin hij danste op het lied Singin' in the rain. 
In 1952 kreeg hij een ere-Oscar voor zijn gehele werk.
Hij stierf op 2 februari 1996 in Beverly Hills na een beroerte.

## NPO Radio 2 Top 2000
| Nummer met noteringen in de NPO Radio 2 Top 2000 | '99  | '00  | '01  | '02 | '03  | '04  |
| ------------------------------------------------ | ---- | ---- | ---- | --- | ---- | ---- |
| Singin' in the Rain                              | 1354 | 1741 | 1997 | -   | 1780 | 1965 |

1. ↑  Een '-' betekent dat het nummer niet was genoteerd en een vetgedrukt getal geeft de hoogste notering aan.
2. ↑  Deze tabel is bijgewerkt tot en met de laatste editie (2024).